# 東華三院文物館

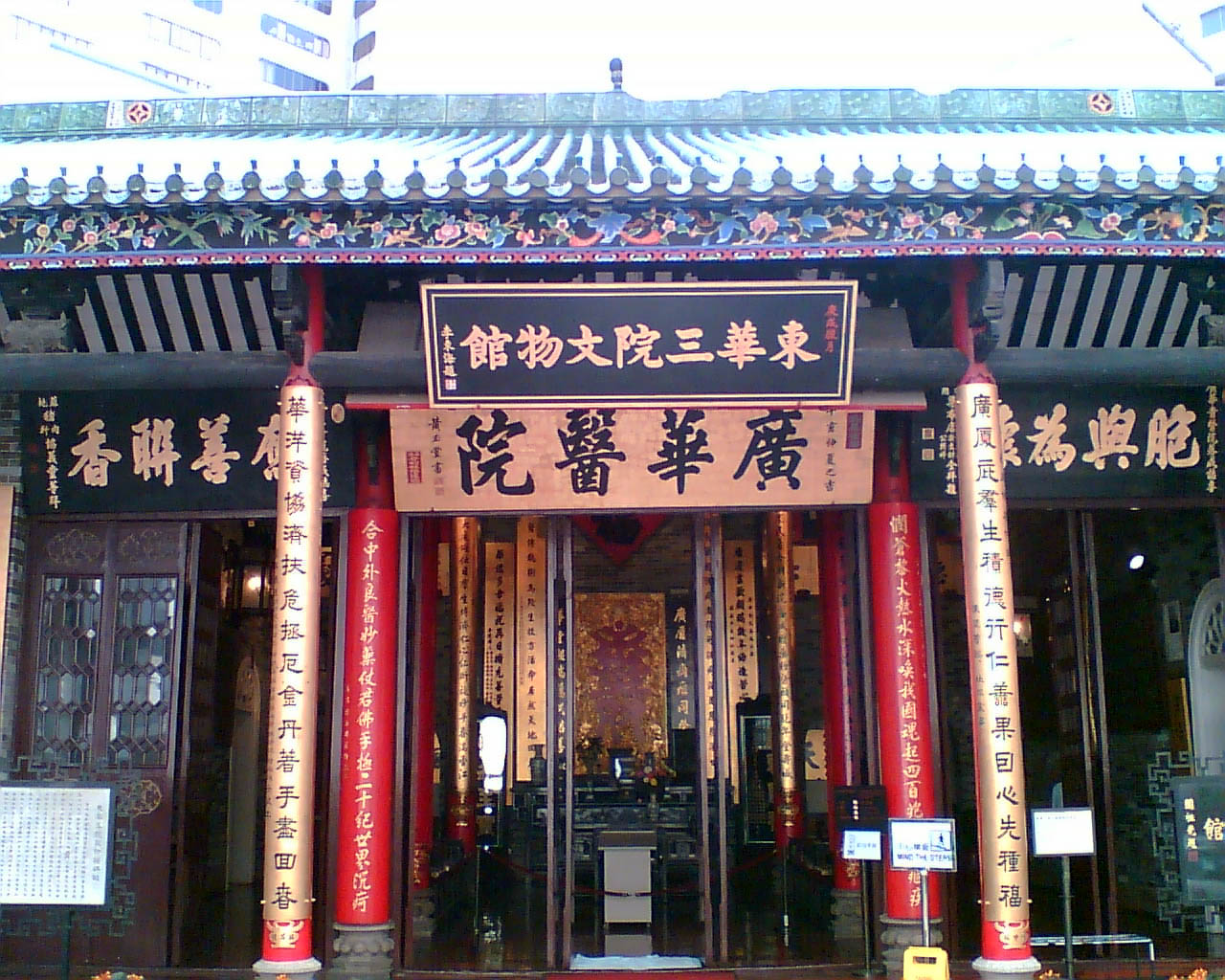
東華三院文物館

東華三院文物館（英語：Tung Wah Museum）位於香港九龍油麻地窩打老道25號廣華醫院內，是介紹東華三院發展歷程的博物館，為香港法定古蹟之一。

## 历史
文物館前身是於1911年落成的廣華醫院大堂。建築外觀採用傳統的建築風格，內部的部分裝飾則揉合了1900年代流行的建築風格。大堂中央設有供奉神農氏的神位，院方安奉神農既有「贈醫施藥」的精神，也有拯救病危的含意。當時病人先在大堂登記，再等候到左右偏廳接受診治。
廣華醫院於1958年進行全面重建，僅保留富特色的原大堂建築。為紀念東華三院成立100週年，建築物於1970年重新粉飾，並命名為東華三院文物館，並開始有系統地收藏和整理東華三院的文物及典籍。
2016年，由於廣華醫院將會再進行重建，位處醫院內的「東華三院文物館」亦將進行大型維修工程。6月19日起便會閉館兩年多，維修期間則不會開放予公眾參觀。截至2024年2月，文物館尚未開放供公眾參觀。

## 展覽內容
建築物的左右偏廳改建為兩個展覽廳，常設展為「追源溯流話東華」，介紹東華三院成立至今的發展歷程。

## 特色展品
- 化寶爐：原設於文武廟的四個化寶爐
- 「見義勇為」牌匾：李鴻章等官員於1884年贈予東華三院的牌匾

## 備註
由於該館別具建築特色及歷史價值，2010年11月12日獲古物古蹟辦事處評定為法定古蹟。同時，香港歷史博物館常設展「香港故事」亦把該建築物外部重構在展區，以介紹早期華人慈善團體的活動。

## 外部連結
- 東華三院文物館 （页面存档备份，存于）
- 東華三院文物館 康樂及文化事務署 - 古物古蹟辦事處網站